# Alcis lectonia
Alcis lectonia är en fjärilsart som beskrevs av Swinhoe 1902. Alcis lectonia ingår i släktet Alcis och familjen mätare. Inga underarter finns listade i Catalogue of Life.